# Creatinchinasi
La creatinchinasi (CK), chiamata anche creatinfosfochinasi (CPK), è un enzima prodotto da varie specie tissutali che appartiene alla classe delle transferasi. La sua funzione consiste nel catalizzare la trasformazione della creatina a fosfocreatina, consumando ATP e liberando energia chimica. Catalizza la seguente reazione:
ATP + creatina = ADP + fosfocreatina
La reversibilità della reazione permette di liberare energia sotto forma di ATP sfruttando la defosforilazione della fosfocreatina.
È un enzima molto diffuso nei muscoli striati volontari. CPK è un valore riscontrabile nelle analisi del sangue, può essere alterato in presenza di una forte attività sportiva e quindi indicare un intenso sforzo e affaticamento muscolare.

## Isoenzimi
Ogni enzima creatinchinasi è costituito da due subunità indicate dalla lettera B (da brain, cervello) e dalla lettera M (da muscle, muscolo); esistono quindi tre isoenzimi: CK-MM, CK-BB, CK-MB. I geni che esprimono queste due subunità sono dislocati su cromosomi differenti: quelli per la B sul 14q32 e quelli per la subunità M sul 19q13. Inoltre esistono due creatinchinasi mitocondriali, la forma ubiquitaria e la forma sarcomera.
La quantità di isoenzimi varia in relazione ai tessuti in esame. CK-BB è principalmente presente a livello cerebrale (96%) e raramente la sua determinazione quantitativa, nel torrente circolatorio sistemico, assume importanza clinica. Piccole quantità di CK-BB si riscontrano anche nella muscolatura liscia, come quella gastrica e intestinale. Nella muscolatura scheletrica abbonda CK-MM (90%) mentre, di contro, nel miocardio si ha il 60% di CK-MM e il 40% di CK-MB.

## Significato clinico
La creatinchinasi è spesso un parametro di routine in pazienti in emergenza. Inoltre, rappresenta un'analisi specifica in pazienti con dolore toracico o nella diagnosi dell'insufficienza renale acuta. I valori normali rientrano solitamente nell'intervallo 60 - 190 UI/L.
Valori elevati di CK sono indice di danno muscolare. È quindi un indicatore di infortunio muscolare, rabdomiolisi, infarto del miocardio, miosite, miocardite, miastenia gravis, ipertermia maligna, atrofia muscolare neurogena (es. neuropatia, sclerosi multipla, lesione spinale, malattia del motoneurone, ecc.) o da immobilizzamento, alcuni casi di sindrome da fatica cronica, e sindrome neurolettica maligna. Quantitativi enormi si riscontrano nella distrofia muscolare; valori alti sono anche riscontrati nella sindrome di Mc Leod e nell'ipotiroidismo.
Valori inferiori possono addebitarsi a epatopatia alcolica o artrite reumatoide.
La determinazione degli isoenzimi, di rilievo clinico notevole, si basa sulla quantificazione della CK-MB che, permettendo di interpretare ulteriormente la causa principale dell'aumento della CK totale, rende possibile discriminare l'eziopatogenesi cardiaca da quella muscolare. Valori normali di CK-MB sono inferiori alle 13 UI/L. Altri enzimi utilizzati per la diagnosi di infarto cardiaco sono LDH1 e le troponine cardiache.
Alla nascita, un valore alto di CK (>180 UI/L) ha significato di distrofia muscolare congenita.